# Prologue du Tour de France 1997
Pour un article plus général, voir Tour de France 1997.

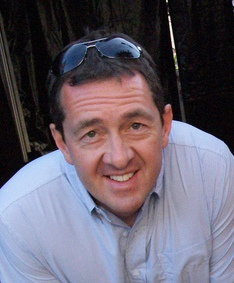
Chris Boardman

Le prologue du Tour de France 1997 s'est déroulé le 5 juillet à Rouen, sur une distance de 7,3 km. Deuxième maillot jaune pour Boardman, déjà vainqueur à Lille en 1994. Le Britannique, qui s'est donc imposé à Rouen, terre de naissance d'un certain Jacques Anquetil, a signé son septième succès contre-la-montre de l'année. Le plus beau.

## Profil et parcours
Cette étape est un prologue, sa distance étant inférieure à 8 km. Quelques virages, quasiment pas de vent, parcours idéal pour les spécialistes.

## Récit
Chris Boardman, grand spécialiste de ce type d'effort, l'emporte et obtient par la même occasion sa 30e victoire lors d'un contre-la-montre. Jan Ullrich démontre ses qualités de rouleur en se classant second de ce prologue. Boardman détenait déjà le record de la moyenne horaire dans les prologues du Tour de France (55,152 km/h à Lille en 1994). Il vient cette fois se situer dans son propre sillage, puisque sa performance de Rouen, qui se traduit par une moyenne de 52,465 km/h, occupe désormais le 2e rang sur les tablettes.
On soulignera le tir groupé des ténors. Boardman, Ullrich, Berzin, Rominger et Zülle se tiennent en 5 secondes, ce dernier étant handicapé par une récente fracture de la clavicule. La bonne surprise s'appelle Peter Meinert-Nielsen. Ce Danois de 31 ans se classe sixième à 7 secondes de Chris Boardman, juste devant son compatriote Rolf Sörensen. Quant au vainqueur sortant du Tour, Bjarne Riis, il se classe 13e, à 13 secondes de son coéquipier Jan Ullrich. En revanche, les 7 kilomètres de Rouen ont confirmé les limites, dans une telle discipline, de Luc Leblanc, relégué à 33 secondes, sans parler de Richard Virenque, qui a perdu 44 secondes, soit plus de 6 secondes par kilomètre.

## Classement de l'étape
| \| Classement de l'étape \| Classement de l'étape \| Classement de l'étape \| Classement de l'étape \| Classement de l'étape \| \| Coureur \| Coureur \| Pays \| Équipe \| Temps \| \| --------------------- \| --------------------- \| --------------------- \| ------------------------------- \| --------------------- \| \| 1er \| Chris Boardman \| Royaume-Uni \| Gan \| 8 min 20 s \| \| 2e \| Jan Ullrich \| Allemagne \| Deutsche Telekom \| + 2 s \| \| 3e \| Evgueni Berzin \| Russie \| Batik-Del Monte \| + 5 s \| \| 4e \| Tony Rominger \| Suisse \| Cofidis-Le Crédit par Téléphone \| + 5 s \| \| 5e \| Alex Zülle \| Suisse \| ONCE \| + 5 s \| \| 6e \| Peter Meinert-Nielsen \| Danemark \| US Postal Service \| + 7 s \| \| 7e \| Rolf Sørensen \| Danemark \| Rabobank \| + 10 s \| \| 8e \| Abraham Olano \| Espagne \| Banesto \| + 10 s \| \| 9e \| Laurent Brochard \| France \| Festina-Lotus \| + 11 s \| \| 10e \| Christophe Moreau \| France \| Festina-Lotus \| + 12 s \| |                       |             |                                 |            |
| |                       |             |                                 |            |
| |                       |             |                                 |            |
| Classement de l'étape |                       |             |                                 |            |
| Coureur | Coureur               | Pays        | Équipe                          | Temps      |
| 1er | Chris Boardman        | Royaume-Uni | Gan                             | 8 min 20 s |
| 2e | Jan Ullrich           | Allemagne   | Deutsche Telekom                | + 2 s      |
| 3e | Evgueni Berzin        | Russie      | Batik-Del Monte                 | + 5 s      |
| 4e | Tony Rominger         | Suisse      | Cofidis-Le Crédit par Téléphone | + 5 s      |
| 5e | Alex Zülle            | Suisse      | ONCE                            | + 5 s      |
| 6e | Peter Meinert-Nielsen | Danemark    | US Postal Service               | + 7 s      |
| 7e | Rolf Sørensen         | Danemark    | Rabobank                        | + 10 s     |
| 8e | Abraham Olano         | Espagne     | Banesto                         | + 10 s     |
| 9e | Laurent Brochard      | France      | Festina-Lotus                   | + 11 s     |
| 10e | Christophe Moreau     | France      | Festina-Lotus                   | + 12 s     |

## Classement général
Le classement général de l'épreuve reprend donc le classement de l'étape du jour, Chris Boardman (Gan) devançant Jan Ullrich (Deutsche Telekom) et Evgueni Berzin (Batik-Del Monte).
| \| Classement général \| Classement général \| Classement général \| Classement général \| Classement général \| \| Coureur \| Coureur \| Pays \| Équipe \| Temps \| \| ------------------ \| --------------------- \| ------------------ \| ------------------------------- \| ------------------ \| \| 1er \| Chris Boardman \| Royaume-Uni \| Gan \| 8 min 20 s \| \| 2e \| Jan Ullrich \| Allemagne \| Deutsche Telekom \| + 2 s \| \| 3e \| Evgueni Berzin \| Russie \| Batik-Del Monte \| + 5 s \| \| 4e \| Tony Rominger \| Suisse \| Cofidis-Le Crédit par Téléphone \| + 5 s \| \| 5e \| Alex Zülle \| Suisse \| ONCE \| + 5 s \| \| 6e \| Peter Meinert-Nielsen \| Danemark \| US Postal Service \| + 7 s \| \| 7e \| Rolf Sørensen \| Danemark \| Rabobank \| + 10 s \| \| 8e \| Abraham Olano \| Espagne \| Banesto \| + 10 s \| \| 9e \| Laurent Brochard \| France \| Festina-Lotus \| + 11 s \| \| 10e \| Christophe Moreau \| France \| Festina-Lotus \| + 12 s \| |                       |             |                                 |            |
| |                       |             |                                 |            |
| |                       |             |                                 |            |
| Classement général |                       |             |                                 |            |
| Coureur | Coureur               | Pays        | Équipe                          | Temps      |
| 1er | Chris Boardman        | Royaume-Uni | Gan                             | 8 min 20 s |
| 2e | Jan Ullrich           | Allemagne   | Deutsche Telekom                | + 2 s      |
| 3e | Evgueni Berzin        | Russie      | Batik-Del Monte                 | + 5 s      |
| 4e | Tony Rominger         | Suisse      | Cofidis-Le Crédit par Téléphone | + 5 s      |
| 5e | Alex Zülle            | Suisse      | ONCE                            | + 5 s      |
| 6e | Peter Meinert-Nielsen | Danemark    | US Postal Service               | + 7 s      |
| 7e | Rolf Sørensen         | Danemark    | Rabobank                        | + 10 s     |
| 8e | Abraham Olano         | Espagne     | Banesto                         | + 10 s     |
| 9e | Laurent Brochard      | France      | Festina-Lotus                   | + 11 s     |
| 10e | Christophe Moreau     | France      | Festina-Lotus                   | + 12 s     |

## Classements annexes
| Classement par points | Classement par points | Classement par points | Classement par points           | Classement par points |
| Coureur               | Coureur               | Pays                  | Équipe                          | Points                |
| --------------------- | --------------------- | --------------------- | ------------------------------- | --------------------- |
| 1er                   | Chris Boardman        | Royaume-Uni           | Gan                             | 15 pts                |
| 2e                    | Jan Ullrich           | Allemagne             | Deutsche Telekom                | 12 pts                |
| 3e                    | Evgueni Berzin        | Russie                | Batik-Del Monte                 | 10 pts                |
| 4e                    | Tony Rominger         | Suisse                | Cofidis-Le Crédit par Téléphone | 8 pts                 |
| 5e                    | Alex Zülle            | Suisse                | ONCE                            | 6 pts                 |

| Classement par points | Classement par points | Classement par points | Classement par points           | Classement par points |
| Coureur               | Coureur               | Pays                  | Équipe                          | Points                |
| --------------------- | --------------------- | --------------------- | ------------------------------- | --------------------- |
| 1er                   | Chris Boardman        | Royaume-Uni           | Gan                             | 15 pts                |
| 2e                    | Jan Ullrich           | Allemagne             | Deutsche Telekom                | 12 pts                |
| 3e                    | Evgueni Berzin        | Russie                | Batik-Del Monte                 | 10 pts                |
| 4e                    | Tony Rominger         | Suisse                | Cofidis-Le Crédit par Téléphone | 8 pts                 |
| 5e                    | Alex Zülle            | Suisse                | ONCE                            | 6 pts                 |

| Classement de la montagne | Classement de la montagne | Classement de la montagne | Classement de la montagne       | Classement de la montagne |
| Coureur                   | Coureur                   | Pays                      | Équipe                          | Points                    |
| ------------------------- | ------------------------- | ------------------------- | ------------------------------- | ------------------------- |
| 1er                       | Cyril Saugrain            | France                    | Cofidis-Le Crédit par Téléphone | 5 pts                     |
| 2e                        | Nicolas Jalabert          | France                    | Cofidis-Le Crédit par Téléphone | 3 pts                     |
| 3e                        | François Simon            | France                    | Gan                             | 1 pt                      |

| Classement de la montagne | Classement de la montagne | Classement de la montagne | Classement de la montagne       | Classement de la montagne |
| Coureur                   | Coureur                   | Pays                      | Équipe                          | Points                    |
| ------------------------- | ------------------------- | ------------------------- | ------------------------------- | ------------------------- |
| 1er                       | Cyril Saugrain            | France                    | Cofidis-Le Crédit par Téléphone | 5 pts                     |
| 2e                        | Nicolas Jalabert          | France                    | Cofidis-Le Crédit par Téléphone | 3 pts                     |
| 3e                        | François Simon            | France                    | Gan                             | 1 pt                      |

| Classement du meilleur jeune | Classement du meilleur jeune | Classement du meilleur jeune | Classement du meilleur jeune    | Classement du meilleur jeune |
| Coureur                      | Coureur                      | Pays                         | Équipe                          | Temps                        |
| ---------------------------- | ---------------------------- | ---------------------------- | ------------------------------- | ---------------------------- |
| 1er                          | Jan Ullrich                  | Allemagne                    | Deutsche Telekom                | 8 min 22 s                   |
| 2e                           | Frank Vandenbroucke          | Belgique                     | Mapei-GB                        | + 16 s                       |
| 3e                           | Philippe Gaumont             | France                       | Cofidis-Le Crédit par Téléphone | + 19 s                       |
| 4e                           | Henk Vogels                  | Australie                    | Gan                             | + 22 s                       |
| 5e                           | Mirko Crepaldi               | Italie                       | Polti                           | + 22 s                       |

| Classement du meilleur jeune | Classement du meilleur jeune | Classement du meilleur jeune | Classement du meilleur jeune    | Classement du meilleur jeune |
| Coureur                      | Coureur                      | Pays                         | Équipe                          | Temps                        |
| ---------------------------- | ---------------------------- | ---------------------------- | ------------------------------- | ---------------------------- |
| 1er                          | Jan Ullrich                  | Allemagne                    | Deutsche Telekom                | 8 min 22 s                   |
| 2e                           | Frank Vandenbroucke          | Belgique                     | Mapei-GB                        | + 16 s                       |
| 3e                           | Philippe Gaumont             | France                       | Cofidis-Le Crédit par Téléphone | + 19 s                       |
| 4e                           | Henk Vogels                  | Australie                    | Gan                             | + 22 s                       |
| 5e                           | Mirko Crepaldi               | Italie                       | Polti                           | + 22 s                       |

| Classement par équipes | Classement par équipes          | Classement par équipes | Classement par équipes |
| Équipe                 | Équipe                          | Pays                   | Temps                  |
| ---------------------- | ------------------------------- | ---------------------- | ---------------------- |
| 1re                    | Deutsche Telekom                | Allemagne              | 25 min 36 s            |
| 2e                     | ONCE                            | Espagne                | + 1 s                  |
| 3e                     | Rabobank                        | Pays-Bas               | + 9 s                  |
| 4e                     | Festina-Lotus                   | France                 | + 9 s                  |
| 5e                     | Cofidis-Le Crédit par Téléphone | France                 | + 9 s                  |

| Classement par équipes | Classement par équipes          | Classement par équipes | Classement par équipes |
| Équipe                 | Équipe                          | Pays                   | Temps                  |
| ---------------------- | ------------------------------- | ---------------------- | ---------------------- |
| 1re                    | Deutsche Telekom                | Allemagne              | 25 min 36 s            |
| 2e                     | ONCE                            | Espagne                | + 1 s                  |
| 3e                     | Rabobank                        | Pays-Bas               | + 9 s                  |
| 4e                     | Festina-Lotus                   | France                 | + 9 s                  |
| 5e                     | Cofidis-Le Crédit par Téléphone | France                 | + 9 s                  |